# 박용석
박용석(1955년 2월 10일 ~, 朴用錫)은 대한민국의 대검찰청 차장검사를 역임한 법조인이다.

## 생애
1955년 2월 10일 대구광역시 군위군에서 태어나 1973년 경북고등학교, 1978년 서울대학교 법학과를 졸업하고 1981년 제23회 사법시험에 합격하였다. 사법연수원과 군 법무관을 거쳐 1983년  서울지방검찰청 북부지청 검사에 임용되었다.
부산지방검찰청 특수부에서 재직하던 1988년 2월 8일에 자료없이 주류와 가짜 양주 등을 도매상과 유흥업소에 공급하여 10억여원의 소득을 포탈한 무면허 주류 공급업자 12명과 무자료 양주 등을 구입해 판매한 주류 도매상 20명을 적발하여 이중 6명을 구속했다. 1989년 6월 27일에 민생침해사범 특별단속기간에 필로폰 단순 투약사범 1명을 검거하면 강도 등 강력사범 1명을 검거하는 실적 평가를 하자 검거 실적을 올려 특진할 목적으로 필로폰 밀래와 투약자들인 정보원들에게 함정수사에 협조하도록 협박한 경찰관을 구속했다.
서울지방검찰청 북부지청에서 재직하던 1985년 6월 1일에 두 차례 벌금형 선고가 있음에도 철거하지 않고 계속해서 공장을 가동한 공해 레미콘공장 사장에 대해 환경보전법 발효 이후 처음으로 구속했다.
서울지방검찰청 남부지청 형사5부에서 재직하던 1999년 10월 22일에 빛이 반사되는 반짝이 그림의 어두운 부분에 지름 3mm 구멍을 뚫고 그 뒤에 크기 1mm가량 고성능 렌즈와 마이크를 장착한 다음 바깥쪽에 액자를 붙여 고정시키는 액자형과 거울형 등의 기상천외한 몰래카메라를 만들어 판매했던 일당을 적발하여 구속했다. 11월 19일에 공증서류 부실 기재 혐의로 입건된 피의자를 구속수사하는 과정에서 성전환 수술을 했던 사실을 확인하고 실제적 성징을 중시하여 여자 구치소에 수감했다.
서울지방검찰청 강력부에서 재직하던 1996년 5월 21일에 주한미군이 발주하는 건설공사 입찰 담함을 조종하면서 이에 반대하는 군납업자들에게 폭력을 휘두른 혐의로 주한미군 구매계약처에서 주문하는 공사 군납업체들의 모임인 한국군납건설자율협의회 회장 등을 구속했다.
검찰에서 특수통으로 분류되는 박용석은 대검찰청 중수2과장으로 있던 2001년 경부고속철 차량 선정 로비 사건을 수사하면서 황명수 전 국회의원이 수억 원을 받은 사실을 밝혀내 구속 기소했다. 2008년 대검찰청 중수부장 재직 때 박연차 게이트 수사의 전초가 된 세종증권ㆍ휴켐스 인수 비리를 수사해 노무현 대통령의 형 노건평, 박연차 전 태광실업 회장 등을 구속했다

## 경력
- 1983년 8월 13일 ~ 1986년 서울지방검찰청 북부지청 검사[8]
- 1986년 ~ 1987년 대구지방검찰청 안동지청 검사
- 1987년 ~ 1990년 부산지방검찰청 검사
- 1990년 ~ 1992년 법무부 검찰1과, 검찰3과 검사
- 1991년 3월 4일 법무부 검찰1과 검사[9]
- 1993년 ~ 1994년 서울지방검찰청 검사
- 1994년 9월 18일 ~ 1995년 대검찰청 검찰연구관[10]
- 1995년 ~ 1996년 전주지방검찰청 남원지청 지청장
- 1996년 ~ 1998년 8월 대구지방검찰청 총무부장
- 1998년 9월 ~ 1999년 6월 대검찰청 정보화담당관
- 1999년 6월 ~ 2000년 2월 서울지방검찰청 남부지청 형사5부 부장검사
- 2000년 2월 ~ 2001년 6월 대검찰청 중앙수사부 제2과 과장
- 2001년 6월 ~ 2002년 2월 서울지방검찰청 특수2부 부장검사
- 2002년 2월 ~ 2003년 3월 창원지방검찰청 통영지청 지청장
- 2003년 3월 ~ 2004년 6월 수원지방검찰청 성남지청 차장검사
- 2004년 6월 ~ 2005년 4월 대구고등검찰청 검사
- 2005년 4월 ~ 2006년 2월 부산지방검찰청 동부지청 지청장
- 2006년 2월 대전고등검찰청 차장검사
- 2007년 3월 5일 ~ 2008년 3월 10일 제57대 청주지방검찰청 검사장
- 2008년 3월 ~ 2009년 1월  제27대 대검찰청 중앙수사부
- 2009년 1월 19일 ~ 2009년 8월 11일 제54대 부산지방검찰청 검사장
- 2009년 8월 12일 ~ 2011년 2월 1일 제35대 법무연수원장
- 2011년 2월 1일 ~ 2012년 8월 16일 대검찰청 차장검사
- 법무법인 광장 변호사
- 2016년 3월 18일  ~ 2018년 3월 19일 롯데케미칼(주) 사외이사
- HDC현대산업개발 사외이사